# Ortoedro áureo
Un ortoedro o cuboide es un paralelepípedo ortogonal, es decir, cuyas caras forman entre sí ángulos diedros rectos. Los ortoedros son prismas rectangulares rectos, y también son llamados paralelepípedos rectangulares. Las aristas que concurren en un vértices son, por pares, mutuamente perpendiculares.
Normalmente se suele hablar de las proporciones áureas aplicadas en el plano. Si se amplia este concepto al espacio, usando una tercera dimensión, nos encontramos con esta figura.

## Definición
Un ortoedro áureo es un ortoedro en el que sus lados tienen las dimensiones de los segmentos de las proporciones áureas, esto es:
Dando a una de las dimensiones el valor de la unidad: 1, la otra tendría el valor de φ, y la otra de la suma de las dos, φ + 1.

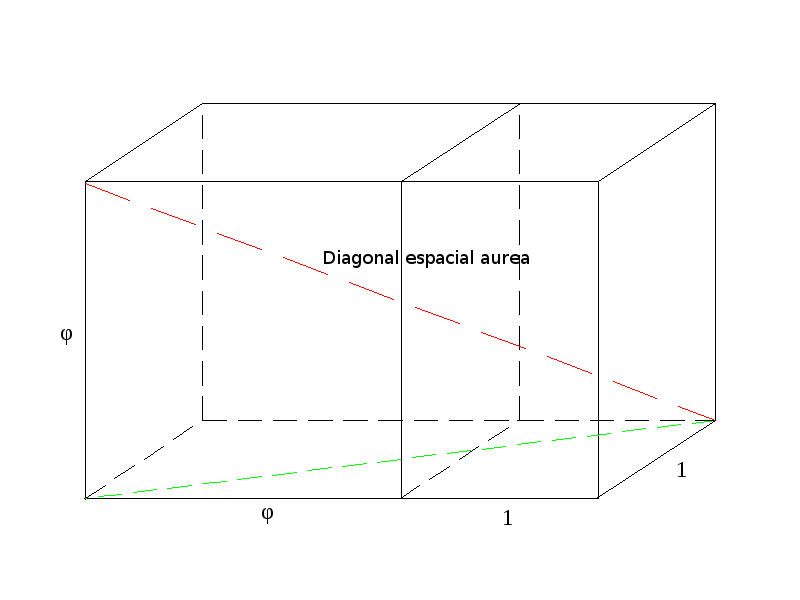
Ortoedro con proporciones áureas

### Cálculo de la diagonal Espacial
Valor de la diagonal espacial (entre los vértices opuestos).
Basándonos en el Teorema de Pitágoras, en particular en su extensión en el espacio, podemos calcular la diagonal espacial del ortoedro de la siguiente forma:
{\displaystyle D\,=\,{\sqrt {a^{2}+b^{2}+c^{2}}}}
Siendo a, b y c  los lados del ortoedro, substituimos por su valor y obtenemos:
{\displaystyle D\,=\,{\sqrt {(\varphi +1)^{2}+\varphi ^{2}+1^{2}}}}
{\displaystyle D\,=\,{\sqrt {\varphi ^{2}+2\varphi +1^{2}+\varphi ^{2}+1^{2}}}}
{\displaystyle D\,=\,{\sqrt {2\varphi ^{2}+2\varphi +2}}}
{\displaystyle Siendo:\,\varphi =\,{\frac {1+{\sqrt {5}}}{2}}\approx \,1,618033988749894848204586834365638117720309...}
{\displaystyle D\,=\,{\sqrt {2\left({\frac {1+{\sqrt {5}}}{2}}\right)^{2}+2{\frac {1+{\sqrt {5}}}{2}}+2}}=\,{\sqrt {6+2{\sqrt {5}}}}}
{\displaystyle Siendo:\,\left(1+{\sqrt {5}}\right)^{2}=1+2{\sqrt {5}}+5=6+2{\sqrt {5}}}

{\displaystyle D\,=\,1+{\sqrt {5}}=\,2\varphi \,\approx \,3,2360679775}

De forma más elegante:
Vemos que:
{\displaystyle \varphi ^{2}=\varphi +1\ }
{\displaystyle \varphi ^{2}={\frac {(1+{\sqrt {5}})^{2}}{2^{2}}}={\frac {1+2{\sqrt {5}}+5}{2^{2}}}={\frac {6+2{\sqrt {5}}}{2^{2}}}={\frac {3+{\sqrt {5}}}{2}}}
{\displaystyle \varphi +1={\frac {1+{\sqrt {5}}}{2}}+{\frac {2}{2}}={\frac {3+{\sqrt {5}}}{2}}}

Entonces:
{\displaystyle D\,=\,{\sqrt {2\varphi ^{2}+2\varphi +2}}}
{\displaystyle D\,=\,{\sqrt {2(\varphi +1)+2\varphi +2}}}
{\displaystyle D\,=\,{\sqrt {4\varphi +4}}}
{\displaystyle D\,=\,{\sqrt {4(\varphi +1)}}=\,{\sqrt {4\varphi ^{2}}}=\,2\varphi }

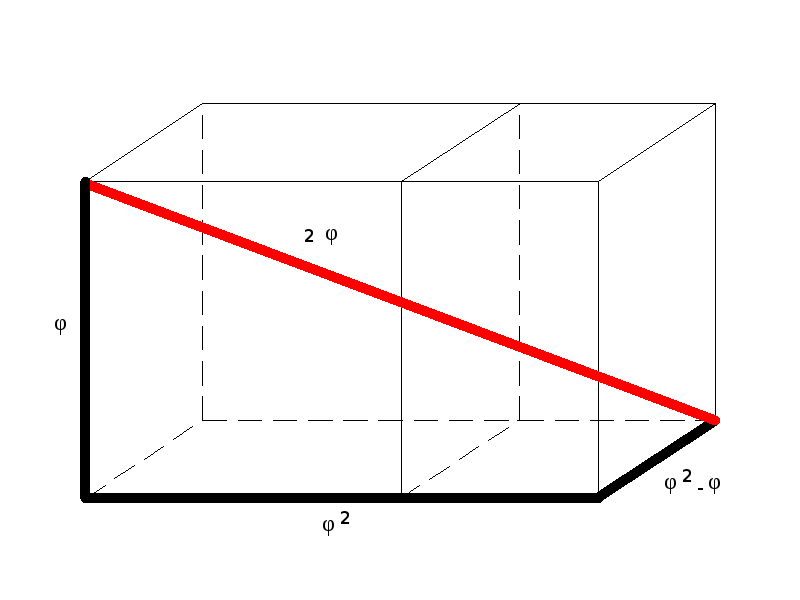
Ortoedro áureo con dimensiones en función de φ

Aplicando estos resultados nos encontramos con un ortoedro en el que sus lados miden: 
{\displaystyle a=\varphi ^{2},\,b=\varphi ,\,c=(\varphi ^{2}-\varphi )=1\,}
y cuya diagonal es {\displaystyle D=2\varphi }